# Ernest Marki

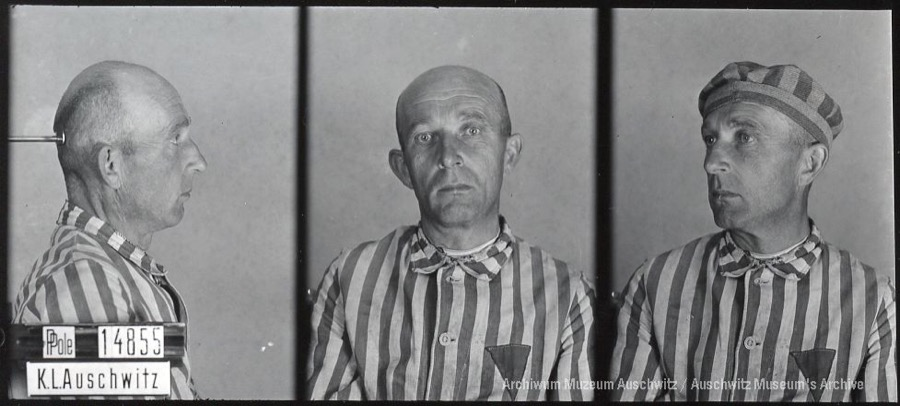
Ernest Marki, numer więźniarski: 14855

Ernest Marki (ur. 24 grudnia 1897 w Rauchersdorf , zm. 17 listopada 1941 w KL Auschwitz) – sierżant Wojska Polskiego, starszy przodownik służby śledczej Policji Państwowej.

## Życiorys
Urodził się 24 grudnia 1897 we wsi Rauchersdorf, w ówczesnym powiecie niskim Królestwa Galicji i Lodomerii, w rodzinie Józefa i Józefy z Marków. Był kupcem.
8 sierpnia 1914 wstąpił do Legionów Polskich . We wrześniu 1914 był wykazany w składzie kompanii „rzeszowskiej” . Opuścił pułk 16 stycznia 1915 z powodów zdrowotnych . 10 maja 1915 był wykazany w 1. Oddziale Karabinów Maszynowych 4 Pułku Piechoty .
Ukończył siedem klas szkoły powszechnej i trzymiesięczny kurs przodowników. W 1933 pełnił służbę w Posterunku Policji Państwowej w Boryniczach. 1 marca 1936 awansował na starszego przodownika. W 1937 był zastępcą kierownika brygady kradzieżowej w Wydziale Śledczym we Lwowie.
6 kwietnia 1941 razem z Walerianem Śliwińskim przybył do obozu koncentracyjnego Auschwitz, w którym zginął 17 listopada tego roku  .

## Ordery i odznaczenia
- Krzyż Niepodległości – 9 października 1933 „za pracę w dziele odzyskania niepodległości”[7],
- Krzyż Walecznych dwukrotnie,
- Medal Pamiątkowy za Wojnę 1918-1921 „Polska Swemu Obrońcy”,
- Medal Dziesięciolecia Odzyskanej Niepodległości[4].